# Caroline Still Anderson
Caroline Still Anderson (Filadelfia, 1848-Filadelfia, 2 de junio de 1919) fue una médica y profesora estadounidense.

## Biografía
Nació en Filadelfia (Pensilvania) en 1848, hija del escritor y abolicionista William Still. Fue educada en el Oberlin College, donde conoció a su marido Edward Wiley, con quien tuvo dos hijos y falleció en 1875. Se matriculó en elocución y dibujo en la Universidad Howard. Estudió medicina en el Woman's Medical College of Pennsylvania.
Después de graduarse de la universidad, Still se mudó de regreso a Filadelfia y se convirtió en maestra de elocución, dibujo y música, que terminó en 1875. En 1878 comenzó su carrera médica, con una pasantía en el New England Hospital for Women and Children de Boston. La solicitud inicial de Still fue rechazada por la junta racista del hospital y fue nombrada solo después de visitar la ciudad y reunirse con la junta en persona; asombrados por su talento, repudiaron su decisión anterior y nombraron a Still para la pasantía por voto unánime.
Después de que terminó su pasantía en 1879, se mudó de regreso a su ciudad natal, donde abrió un dispensario en la iglesia de su nuevo esposo Matthew Anderson, con quien se casó en 1880 además de fundar una práctica médica privada. Ahora, pasando por Anderson en 1889, revivió su carrera como educadora, enseñando higiene, fisiología y oratoria mientras continuaba su práctica médica. Ese año, ella y su esposo fundaron una escuela vocacional y de artes liberales llamada Berean Manual Training and Industrial School, Anderson fue la subdirectora además de sus funciones docentes en el departamento de inglés. También ejerció la medicina en instituciones cuáqueras en Filadelfia y fundó la primera Asociación Cristiana de Mujeres Jóvenes (YWCA) para afroamericanas en Filadelfia. Su carrera llegó a su fin cuando sufrió un derrame cerebral paralítico en 1914. Falleció en Filadelfia el 2 de junio de 1919.